# 신왕초등학교 퇴곡분교
신왕초등학교 퇴곡분교는 대한민국 강원특별자치도 강릉시 연곡면 퇴곡리 225에 있었던 공립 초등학교이다.

## 연혁
- 1934.04.01 설립인가
- 1942.04.01 퇴곡공립국민학교 개교
- 1990.03.01 신왕국민학교 퇴곡분교장으로 격하
- 2000.03.01 연곡초등학교에 편입, 폐교.